# Helena Snakenborg
Helena (Elin) Ulfsdotter Snakenborg, född 1549 i Östergötland, död 10 april 1635, var en svensk hovdam och adelsdam. Hon var hovdam åt drottning Elisabet I av England.

## Biografi
Helena var dotter till riksrådet Ulf Henriksson, ägare till Fyllingarum (död cirka 1565), och Agneta Knutsdotter. Hon var hovjungfru åt den svenska prinsessan Cecilia Vasa och följde 1564 med denna till England. 
Då Cecilia lämnade England 1566 stannade Helena kvar som trolovad med William Parr, 1:e markis av Northampton; paret gifte sig 1571, och Helena blev en rik änka samma år. Som änka till en barnlös högadelsman, fick hon rätt att bära hans titel till sin död, och blev därför känd som markisinna av Northampton. Eftersom maken varit bror till drottning Katarina Parr, räknades hon därmed som ingift i den engelska kungafamiljen. År 1576 gifte hon sig med Thomas Gorges, lord av Langford, kusin till drottning Anne Boleyn, vilket gjorde henne ingift med drottning Elisabets familj.    
Helena Snakenborg var en omtyckt hovdam åt drottning Elisabet; hon anses inte ha ägnat sig åt intriger och hade ett rykte om sig att vara snäll. Som Elisabets ingifta släkting agerade hon som ombud för drottningen vid enklare representationssuppgifter, som att agera ställföreträdare då Elisabet skulle stå som fadder vid dop. 
Hon, Elisabeth Southwell och Anne Russell, grevinna av Warwick var de enda tre personer som såg drottningens kropp efter hennes död 1603, eftersom det var de som gjorde liket i ordning och vakade vid det till begravningen, sedan monarken hade förbjudit en balsamering.
Vid Elisabets begravning gick hon först i sorgetåget, eftersom ingen av drottningens släktingar var närvarande. 
Helena brevväxlade med sin familj i Sverige och skötte en del underhandlingar mellan England och Sverige för både Elisabet och Jakob I. Hon besökte aldrig Sverige igen. Snakenborg avled i Redlynch och är begravd i katedralen i Salisbury.

## Fiktion
Helena Snakenborg är huvudperson i romanen Roses Have Thorns: A Novel of Elizabeth I (Ladies in Waiting) av Sandra Byrd (2013).

### Webbkällor
- Helena Snakenborg i Wilhelmina Stålberg, Anteckningar om svenska qvinnor (1864)
- Snakenborg, släkt. Artikel i Svenskt biografiskt lexikon. Läst 15 december 2013